# Soo Locks

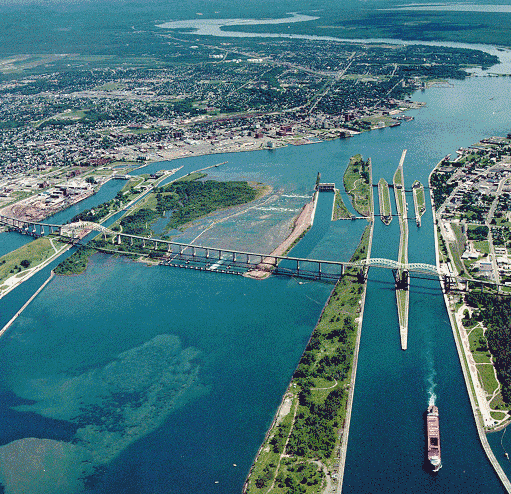
Zicht op de Soo Locks van boven Lake Superior. Canadese sluis links, Rapids centraal, Amerikaanse sluizen rechts

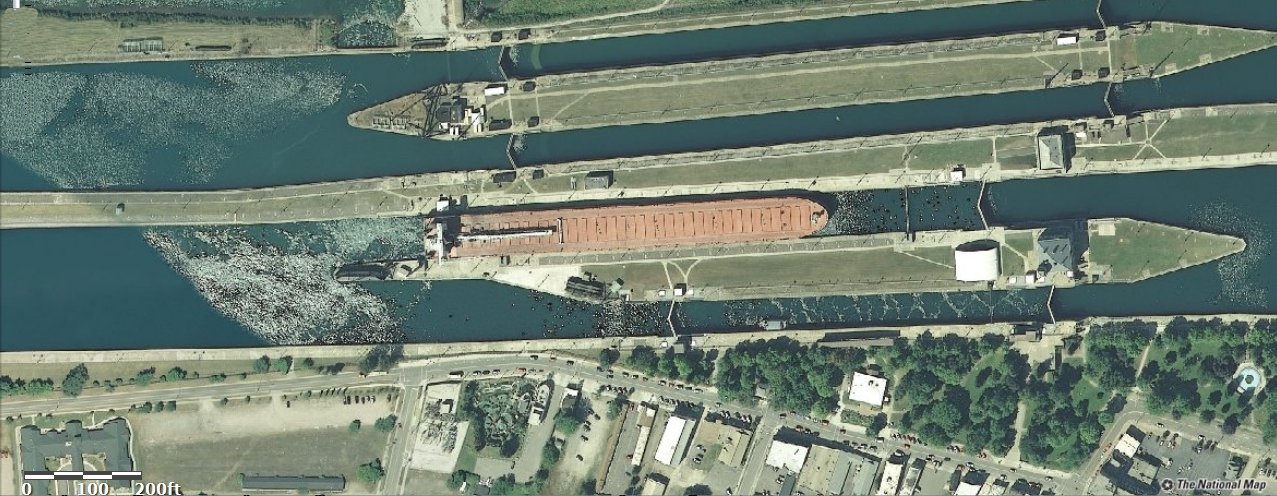
Bovenaanzicht op de vier Amerikaanse sluizen

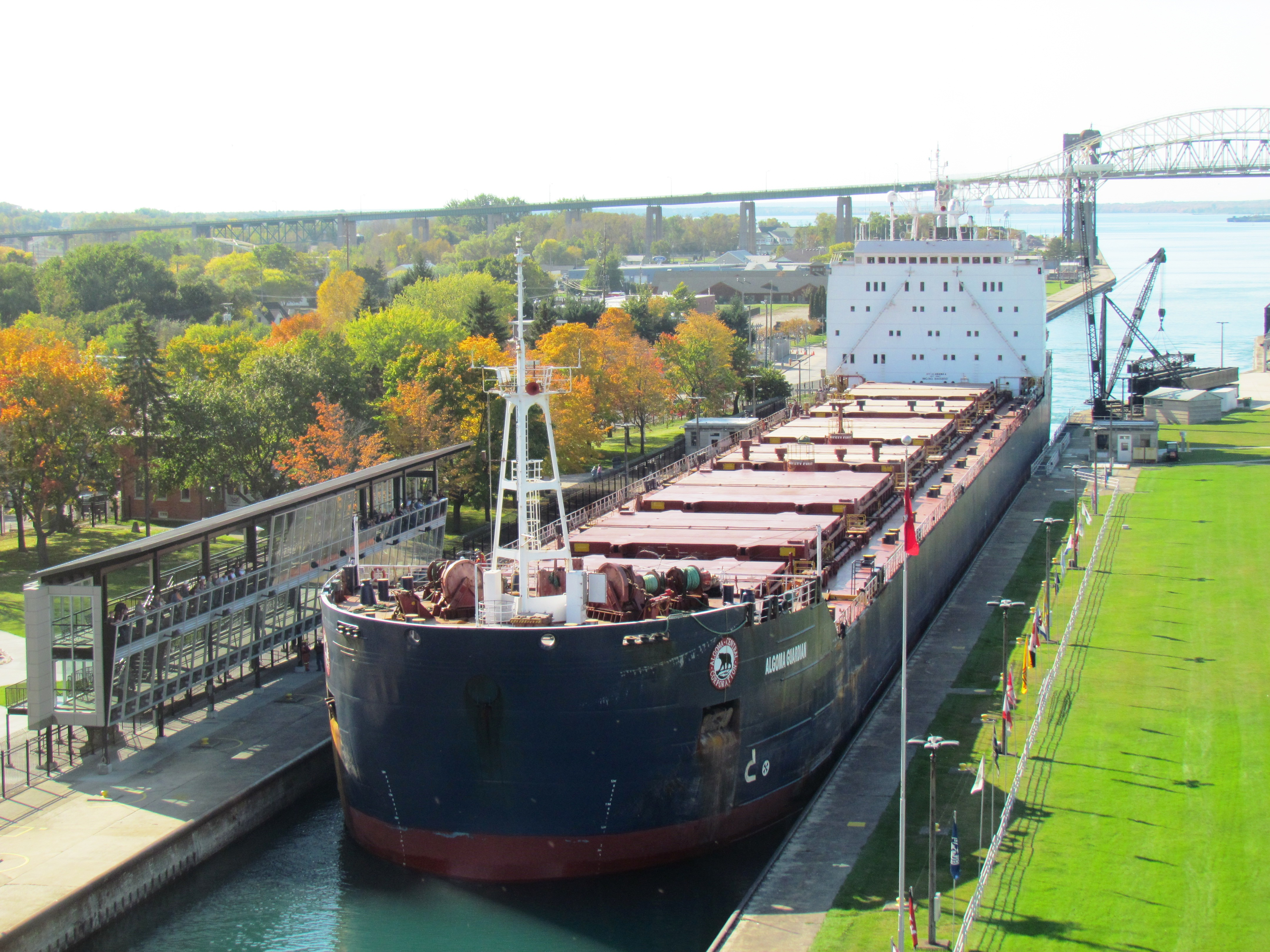
De Algoma Guardian in de MacArthur Lock

De Soo Locks, oorspronkelijk gekend als de Sault Locks, zijn een sluizencomplex bestaande uit vijf sluizen gebouwd langs beide oevers van de St. Marys River vlak na de uitstroom uit het Bovenmeer (Lake Superior). Van de sluizen, waarvan er zich vier op Amerikaans grondgebied bevinden en een op Canadees grondgebied bevinden, maken jaarlijks 10 duizend schepen gebruik. Ze verzekeren bijna het hele jaar door - het winterseizoen van januari tot maart uitgezonderd - scheepvaart op de Grote Meren tussen de havens, gelegen aan het Bovenmeer en het Huronmeer, en de Saint Lawrence.
Op de rivier tussen de sluizen liggen de St. Marys Rapids, stroomversnellingen in het traject van de rivier vlak na de uitstroom uit het Bovenmeer met een verval van 6,4 m over de Rapids.
Ter hoogte van de sluizen ligt ook aan meer en rivier de tweelingstad Sault Ste. Mary, bestaande uit het Canadese Sault Ste. Marie in het zuiden van Ontario en het kleinere Amerikaanse Sault Ste. Marie, gelegen in het noordoosten van het Bovenschiereiland van Michigan. Beide steden worden verbonden door de Sault Ste. Marie International Bridge over de sluizen en de St. Marys River.
De schutsluizen zijn tussen januari en maart gesloten vanwege ijsvorming in de meren. Van die periode wordt gebruik gemaakt voor jaarlijks onderhoud.

## Amerikaanse sluizen
De Amerikaanse sluizen worden beheerd en onderhouden door de United States Army Corps of Engineers. Ze worden aangevaren langs het St. Marys Falls Canal.
De vier sluizen zijn van zuid naar noord gelegen:
- MacArthur Lock, gebouwd in 1881 als Weitzel Lock, toen 157 m lang op 24 m breed, en de grootste sluis ter wereld, gebouwd onder commando van Godfrey Weitzel, in 1943 uitgebreid tot 240 m lang, 24 m breed en 9 m diep en hernoemd tot MacArthur Lock. Groot genoeg voor schepen die doorvaren tot de oceaan ("salties") gezien deze schepen niet te groot mogen zijn om ook door het Wellandkanaal moeten.
- Poe Lock, gebouwd in 1855 als State Lock (107 m lang en 21 m breed), omgebouwd in 1896 onder leiding van Orlando Poe (244 m lang en 30 m breed), in 1968 vergroot tot 366 m lang, 34 m breed en 9,8 m diep.
- Davis Lock, gebouwd in 1914, 410 m lang, 24 m breed en 7 m diep. Sluis wordt eerder beperkt gebruikt voor de langste schepen of bij grote drukte. Sluis eigenlijk te smal voor grootste schepen.
- Sabin Lock, gebouwd in 1919, 410 m lang, 24 m breed en 7 m diep. Sluis uit dienst en vergt vernieuwing en herstelling alvorens terug inzetbaar.

Er is sprake dat Davis Lock en Sabin Lock zouden vervangen worden door een nieuw Super-Lock waarvan de financiering rond is, en werken in 2020 aangevat zouden kunnen worden.

## Canadese sluis
De Canadese sluis wordt aangevaren via het Sault Ste. Marie Canal. Het kanaal en de sluis dateert uit 1895. Eerst was de sluis 274 m lang en 24 m breed, deze sluis raakte beschadigd in 1987 en gesloten, een nieuwe kleinere sluis werd in 1998 geopend en is 77 m lang en 15 m breed. De huidige Canadese sluis is enkel nuttig voor kleine schepen en pleziervaart.